# Солодовников, Сергей Александрович (инженер)
Сергей Александрович Солодовников (род. 1930) — советский инженер, специалист по электросварке, конструктор рельсосварочных машин. Лауреат Ленинской премии 1966 года.
В 1962 году окончил Ленинградский электротехнический институт.
С 1959 г. работал в институте электросварки им. Патона, руководитель группы.
Изобретатель, соавтор 12 патентов 
Ленинская премия 1966 года — за участие в разработке технологии и оборудования для сварки рельсов в полевых условиях при ремонте и строительстве железнодорожных и трамвайных путей, линий метрополитена.
Соавтор книги: Солодовников С. А., Кучук-Яценко С. И., Сахарнов В. А. Оборудование для контактной сварки рельсов и его эксплуатация. Наукова думка. Киев. 1974. 182 с.